# Cercados (documentário)
Cercados é um documentário brasileiro de 2020 dirigido por Caio Cavechini e lançado pelo Globoplay. O filme acompanha o trabalho da imprensa na luta contra as fake news e o negacionismo durante a pandemia de COVID-19 no Brasil.

## Produção
O documentário foi gravado nas cidades do Rio de Janeiro, São Paulo, Brasília, Manaus e Fortaleza num total de 400 horas de reportagens. Faz parte da segunda produção documental do Jornalismo da Globo para o Globoplay.

## Lançamento
O filme foi lançado em 3 de dezembro de 2020 no serviço de streaming Globoplay. Foi selecionado para festival canadense HotDocs em 29 de abril de 2021.

## Prêmios e indicações
| Ano  | Prêmio             | Categoria           | Resultado | Ref   |
| ---- | ------------------ | ------------------- | --------- | ----- |
| 2021 | Emmy Internacional | Melhor Documentário | Indicado  | [ 6 ] |